# Йоргос Фунтас
Йоргос Фунтас (грец. Γιώργος Φούντας, 3 червня 1924, Каллієс — †28 листопада 2010, Афіни) — один з провідних грецьких акторів середини 20 століття, партнер Меліни Меркурі в багатьох стрічках.

## Біографічні відомості
Йоргос Фунтас народився 3 червня 1924 року у клефтському селиці Мавролітарі, що у Фокіді. Акторській майстерності навчався у театральному училищі при Афінській консерваторії.
1944 року він дебютував одночасно і в театрі у постановці «Νυφιάτικο τραγούδι», і в кіно — у стрічці «Τα Χειροκροτήματα» (укр. Оплески). 1966 і 1967 року ставав лауреатом Міжнародного кінофестивалю в Салоніках за ролі в фільмах відповідно «Με τη λάμψη στα μάτια» і «Πυρετός στην άσφαλτο». .
Найпам'ятніші ролі Йоргоса Фунтаса у кінострічках «Стелла» в головній ролі із Меліною Меркурі, коли він у фінальній сцені проголошує знамениту фразу: «Іди, Стелла, я тримаю ніж!», а також роль у фільмі Жуля Дассена «Ніколи в неділю» та шалено популярній стрічці Міхаліса Кокоянніса «Грек Зорба».
1975 року Йоргос Фунтас взяв участь у телевізійній постановці роману Нікоса Казандзакіса «Христа розп'ято вдруге».
Останні роки свого життя Йоргос Фунтас страждав від хвороби Альцгеймера. Він помер 28 листопада 2010 у віці 86 років. Похований на Першому Афінському кладовищі.

## Фільмографія
| - Λεβέντες της Θάλασσας (1997) - Μολυσμένα ύδατα (1987) - Το κορίτσι της Μάνης (1986) - 17 Σφαίρες για έναν Άγγελο (1981) - Έξοδος Κινδύνου (1980) - Ο μεγάλος Ένοχος (1970) - Η Λεωφορος της Προδοσιας (1969) - Ο Αντάρτης του Βάλτου (1969) - Ο Πρόσφυγας (1969) - Πολύ αργά για Δάκρυα (1968) - Πυρετός στην Άσφαλτο (1967) - Τρούμπα `67 (1967) - Με τη Λάμψη στα Μάτια (1966) - Ο Ψαρόγιαννος (1966) - Οι Στιγματισμένοι (1966) - Επαναστάτης (1965) - Αλέξης Ζορμπάς (1964) - Ανεμοστρόβιλος (1964) - Κραυγή (1964) - Ο Κράχτης (1964) - Το Κορίτσι της Κυριακής (1964) - Αμέρικα Αμέρικα (1963) - Ζήλεια (1963) - Κάθαρμα (1963) - Πολιορκία (1963) - Τα κόκκινα Φανάρια (1963) | - Η μεγάλη Θυσία (1962) - Προδομένη Αγαπη (1962) - Η Κατάρα της Μάνας (1961) - Αν ήξερες Παιδί μου (1960) - Αντίο Ζωή (1960) - Η Αυγή του Θριάμβου (1960) - Λύτρωσέ με Αγάπη μου (1960) - Πόθοι στα Στάχυα (1960) - Ποτέ την Κυριακή (1960) - Η Ζαβολιάρα (1959) - Γαλήνη (1958) - Γερακίνα (1958) - Η Λίμνη των Πόθω (1958) - Μόνο για μια Νύχτα (1958) - Άσσοι του Γηπέδου (1956) - Το Κορίτσι με τα Μαύρα (1956) - Μαγική πόλη (1955) - Στέλλα (1955) - Ανοιχτή Θάλασσα (1954) - Γυναίκες δίχως Άντρες (1954) - Ο Άνεμος του Μίσους (1954) - Το Κορίτσι της Γειτονιάς (1954) - Η μαύρη Γη (1952) - Νεκρή Πολιτεία (1951) - Καταδρομή στο Αιγαίον (1946) - Χειροκροτήματα (1944) |

### Телебачення
- Γόβα στιλέτο (1993)
- Κούρσα του θανάτου (1982)
- Έξοδος κινδύνου (1978)
- Γαλήνη (1976)
- Κατοχή (1973)
- Ο Χριστός ξανασταυρώνεται (1975)
- Στον αργαλειό του φεγγαριού (1985)